# Кошчина, Сильва
Сильва Кошчина (хорв. Silva Košćina, или Сильва Ко́шина итал. Sylva Koscina; 22 августа 1933 — 26 декабря 1994) — итальянская актриса.

## Биография
Родилась в Загребе (Хорватия) от отца-грека и матери-польки. В годы Второй мировой войны переехала в Италию, где в 1955 году начала сниматься в кино.
Наибольшую известность ей принесла роль принцессы Иолы, невесты Геракла (Стив Ривз), в фильмах «Подвиги Геракла» (1958) и «Подвиги Геракла: Геракл и царица Лидии» (1960). На протяжении последующих лет она продолжала много сниматься как в малобюджетных итальянских комедиях, так и в весьма успешных европейских кинолентах, среди которых «Железная маска» (1962), «Сирано и д’Артаньян» (1964), «Битва за Рим» (1968), «Битва на Неретве» (1969), «Туз» (1981) и «Золушка 80» (1984).
Её кинематографическая карьера продолжалась до самой смерти в 1994 году от последствий рака груди.
Похороны состоялись 28 декабря 1994 года в церкви Chiesa degli artisti на площади Пьяцца дель Пополо; она похоронена в семейном склепе на кладбище Cimitero di Prima Porta в Риме.

## Личная жизнь
С начала 1960-х годов актриса вкладывала свои доходы в роскошную виллу в Марино с мебелью XVI века и художественными картинами,  которую, однако, после расследования уклонения от уплаты налогов она была вынуждена продать в 1976 году. В те годы она жила с продюсером Раймондо Кастелли и вышла за него замуж, но в 1967 году брак был расторгнут из-за признанного двоеженства Кастелли.
Детей не было.

## Избранная фильмография
- 1956 — «Машинист» — Джулия Маркоччи
- 1958 — «Подвиги Геракла» — Иола
- 1958 — «Освобождённый Иерусалим» — Клоринда
- 1958 — «Тото в Париже» — Жюльетт Маршан
- 1960 — «Роскошные женщины» — Лючиана
- 1960 — «Подвиги Геракла: Геракл и царица Лидии» — Иола
- 1962 — «Железная маска» — Марион
- 1963 — «Ученик булочника из Венеции» — Клеменца Барбо
- 1964 — «Сирано и д’Артаньян» — Нинон де Ланкло
- 1968 — «Битва за Рим» — императрица Феодора
- 1969 — «Битва на Неретве» — Даница
- 1972 — «Преступления чёрного кота» — Франсуаза Беллэйз
- 1981 — «Туз» — Энрикетта
- 1984 — «Золушка 80» — княгиня Герардески